# Flores Mirandesas
Flores Mirandesas es el nombre de un poemario publicado en 1884 por el filólogo José Leite de Vasconcelos escrito en mirandés (Asturleonés) y es a la vez la primera obra escrita en mirandés. Marca el inicio del proceso de recobramiento y normalización lingüística y la nacimiento de una literatura escrita en tierras de Miranda l Douro.
Una de las poesías de las ocho que forman el libro:

LA LHÉNGUA MIRANDESA

Quien dirie q’antre ls matos eiriçados,
Las ourrietas i ls rius desta tierra,
Bibie, cumo l chougarço de la sierra,
Ua lhéngua de sonidos tan bariados?
Mostre-se i fale-se essa lhéngua, filha
Dun pobo que ten neilha l choro i l canto!
Nada por cierto mos coutiba tanto
Cumo la form'an que l'eideia brilha.
Desgraciado d'aquel, q’abandonando
La pátria an que naciu, la casa i l huorto,
Tamién se squece de la fala! Quando
Lo furdes ber, talbeç que steia muorto!
José Leite de Vasconcelos